# Ито, Сэйя
Сэйя Ито (яп. 伊藤 誠哉 Ито: Сэйя, 1883—1962) — японский миколог.

## Биография
Сэйя Ито родился 7 августа 1883 года в городе Ниигата одноимённой префектуры. Учился у Миябэ Кинго на сельскохозяйственном факультете Университета Тохоку (ныне — часть Университета Хоккайдо), в 1908 окончил его со степенью бакалавра. Диссертация Ито называлась On the Uredineae of the Japanese Gramineae, была посвящена ржавчинным грибам (устомицетам), паразитирующих на злаках. В 1908 году он был назначен инструктором в департаменте ботаники, в 1909 году стал ассистентом профессора. В 1916 году Сэйя Ито стал профессором сельскохозяйственного факультета. В 1919 году Сэйя Ито стал доктором сельского хозяйства. В 1945 году он был назначен президентом Университета Хоккайдо. В 1950 году Ито ушёл на пенсию, в том же году стал почётным профессором Университета. Сэйя Ито скончался 10 ноября 1962 года в городе Саппоро.

## Некоторые научные публикации
- Ito, S.; Imai, S. (1940). Fungi of the Bonin Islands. V. Transactions of the Sapporo Natural History Society 16: 120-138.  (англ.)
- Ito, S.; Murayama, D. (1949). [On the species of Uredinales in Japan and her adjacent areas]. Annals of the Phytopathological Society of Japan 13: 33-36.  (яп.)
- Ito, S. (1950). [Mycological flora of Japan. Basidiomycetes, 3, Uredinales-Pucciniaceae, Uredinales Imperfecti]. 435 pp., 454 figs. Japan, Tokyo.  (яп.)

## Некоторые виды грибов, названные в честь С. Ито
- Isoachlya itoana Nagai, 1931